# Haiya Jiao
Haiya Jiao (chinesisch 海鸭角 ‚Meerentenspitze‘) ist eine felsige Landspitze an der Ingrid-Christensen-Küste des ostantarktischen Prinzessin-Elisabeth-Lands. Sie liegt südlich der Steinnes am Ostufer der Dålkøy Bay.
Chinesische Wissenschaftler benannten sie 1993.